# Convenzione sulla vendita internazionale di beni
La Convenzione sui contratti per la vendita internazionale di beni mobili (Convention on Contracts for the International Sale of Goods – "CISG") è un trattato internazionale adottato nell'ambito delle Nazioni Unite, e, in particolare, preparato dalla Commissione delle Nazioni Unite per il diritto commerciale internazionale, che disciplina i contratti di vendita di beni mobili stipulati da parti che risiedono in Stati diversi.
La CISG è stata adottata da un'assemblea diplomatica nel 1980 a Vienna ed è entrata in vigore il 1º gennaio 1988. La convenzione facilita il commercio internazionale ponendo delle norme comuni che si sostituiscono alle norme di diritto interno che regolano il contratto di vendita e che si devono applicare in caso di vendite che rientrano nei requisiti della convenzione. Ha sostituito due precedenti trattati conclusi nel 1964: la Convenzione sulla “Uniform law on the formation of contracts for the International Sales of Goods” ("ULF") e la Convenzione sulla “Uniform law on the International Sale of Goods” ("ULIS"), entrambi adottati dall'Italia e poi denunciati in occasione della ratifica della CISG.
La CISG consta di quattro parti, relative a: ambito di applicazione e disposizioni generali; formazione del contratto; vendita di beni mobili e disposizioni finali.

## Ambito di applicazione e disposizioni generali
La CISG si applica alla vendita internazionale di beni qualora le parti del contratto abbiano la propria sede d'affari in Stati contraenti (articolo 1(1) (a)), ovvero qualora le regole di diritto internazionale privato identifichino il diritto di uno Stato contraente come applicabile al contratto (articolo 1(1) (b)). Le parti possono comunque decidere di escludere l'applicazione della Convenzione o di derogare alle sue disposizioni in virtù del principio dell'autonomia contrattuale (articolo 6).
Sono escluse dal campo di applicazione della Convenzione le vendite per uso personale, familiare o domestico, e la vendita di navi, aeronavi e di energia elettrica (articolo 2). La Convenzione non si applica altresì ai contratti nei quali la parte preponderante delle obbligazioni del contraente che fornisce i beni consiste nella fornitura di mano d'opera o di altri servizi (articolo 3).
Tra le disposizioni generali vi è obbligo di interpretazione autonoma alla luce della natura uniforme del trattato (articolo 7(1)). L'interprete può beneficiare di una cospicua giurisprudenza internazionale riportata su banche dati elettroniche quali il Case Law on UNCITRAL Texts (“CLOUT”), UNILEX e l'Albert H. Kritzer CISG database.
La CISG contiene un riferimento specifico agli usi generalmente conosciuti ed osservati nel settore e dalle pratiche instaurate tra di esse (articolo 9). Qualora contratto, disposizioni della CISG, usi e pratiche non siano sufficienti, la CISG può essere integrata "con i principi generali sui quali essa si basa ovvero, in mancanza di tali principi, in conformità con la legge applicabile in virtù delle norme di diritto internazionale privato" (articolo 7(2)).
La CISG adotta il principio di libertà di forma del contratto (articolo 11), che dunque può essere concluso oralmente, per scritto o per via elettronica. Tuttavia, gli Stati parte possono domandare l'uso della forma scritta con dichiarazione ex articoli 12 e 96.

## Formazione del contratto
Una proposta di concludere un contratto rivolta ad una o più persone determinate costituisce una proposta contrattuale se indica i beni oggetto dell'offerta e ne fissa esplicitamente o implicitamente la quantità e il prezzo, o dà indicazioni che consentano di determinarli (articolo 14). Tuttavia, l'articolo 55 CISG permette, qualora il prezzo non sia stato determinato né implicitamente né esplicitamente, di far riferimento “al prezzo generalmente praticato al momento della conclusione del contratto per beni dello stesso tipo venduti in circostanze analoghe nel settore commerciale considerato.”
Una proposta rivolta a persone indeterminate si considera come un invito ad offrire (articolo 14 (2)).
Il contratto si conclude quando l'accettazione conforme alla proposta giunge al proponente (articolo 18(2)). Silenzio ed inerzia non valgono come accettazione (articolo 18(1)). Tuttavia, l'accettazione può essere espressa “per facta concludentia” (articolo 18(3)).
Se l'accettazione contiene clausole aggiuntive o difformi che non alterano sostanzialmente i termini della proposta, e l'offerente non obietta, il contratto è concluso con tali clausole aggiuntive o difformi. Aggiunte, limitazioni o altre modificazioni che alterano sostanzialmente i termini della proposta, quali quelle relative al prezzo, al pagamento, alla qualità e quantità dei beni, al luogo e al termine di consegna, all'ambito della responsabilità di una parte nei confronti dell'altra e alla composizione delle controversie, valgono come controproposte (articolo 19).

## Vendita di beni mobili
La CISG enuncia esplicitamente le obbligazioni delle parti.
Il venditore ha l'obbligo di consegnare i beni, trasferirne la proprietà e rilasciare tutti i documenti relativi ad essi (articolo 30). In particolare, i beni consegnati dal venditore devono essere della quantità, qualità e tipo concordati nel contratto (articolo 35).
Il compratore ha l'obbligo di pagare il prezzo dei beni e di prenderli in consegna (articolo 53).
Il sistema dei rimedi è comune per gli inadempimenti sia del compratore che del venditore ed è ispirato al principio del favor contractus, ovvero alla sopravvivenza degli effetti del contratto laddove possibile.
In primis, la parte che lamenta l'altrui inadempimento deve richiedere l'adempimento (articoli 46 e 62). In particolare, in caso di contestazione della qualità della merce da parte del compratore, il compratore ha obbligo di esaminare i beni o farli esaminare nel più breve tempo possibile (articolo 38) e di denunciare il difetto di conformità dei beni al venditore specificandone la natura entro un tempo ragionevole dal momento in cui lo ha scoperto o avrebbe dovuto scoprirlo. Questo meccanismo, la cui violazione implica la perdita per il compratore del diritto di far valere il difetto di conformità, mira a stabilire un meccanismo per rimediare ai vizi del bene tramite consegna di beni sostitutivi o riparazione di quelli viziati.
Se i beni non sono conformi al contratto o vengono consegnati solo in parte, il compratore può ridurre il prezzo in proporzione (articoli 50 e 51).
Il contratto può essere risolto solo in caso di inadempimento essenziale, ovvero “quando causa all'altra parte un pregiudizio tale da privarla sostanzialmente di ciò che essa aveva diritto di aspettarsi dal contratto, a meno che la parte inadempiente non abbia previsto tale risultato, e che neanche una persona ragionevole della stessa qualità nelle stesse circostanze avrebbe potuto prevederlo” (articolo 25). La dichiarazione di risoluzione del contratto deve essere comunicata alla parte inadempiente (articolo 26).
I vari rimedi sono offerti in aggiunta al risarcimento del danno subito. Tale risarcimento è quantificato in una somma uguale alla perdita, incluso il mancato guadagno, subita dall'altro contraente in conseguenza dell'inadempimento (articolo 74). Il risarcimento non è dovuto se deriva da circostanze non controllabili dalla parte inadempiente, e che questa "non era ragionevolmente tenuto a prevedere al momento della conclusione del contratto o ad evitare o a superarne le conseguenze” (articolo 79).

## Disposizioni finali
Le disposizioni finali (o "clausole finali") contengono norme relative all'amministrazione del trattato da parte del suo depositario. Inoltre, esse permettono una serie di dichiarazioni che modificano l'applicazione della Convenzione. Infatti, è possibile che gli Stati richiedano la forma scritta del contratto (articolo 96), che escludano la possibilità di applicare la CISG in virtù delle regole di diritto internazionale privato (articolo 95), e che escludano l'applicazione della CISG per scambi tra parti con sede d'affari in Stati che già dispongono di leggi identiche o sostanzialmente coincidenti (articolo 94). L'Italia, la Svizzera e San Marino non hanno adottato nessuna dichiarazione. L'elenco completo delle dichiarazioni depositate dai vari Stati è disponibile sul sito dell'UNCITRAL.

## Benefici derivanti dall'applicazione della CISG
Sotto il profilo pratico, la CISG offre una legge neutra rispetto a quelle nazionali delle parti del contratto. Poiché la CISG è stata adottata in una numero elevato di Stati ed è oggetto di molteplici decisioni ed articoli, è possibile che le parti decidano di adottare la CISG come legge applicabile al contratto.
Nei casi in cui le parti non abbiano scelto la legge applicabile al contratto, l'applicazione della CISG in virtù dell'articolo 1(1) (a) evita la ricerca della legge nazionale applicabile al contratto da parte del giudice o dell'arbitrato, con un cospicuo risparmio di tempo e maggiore certezza del diritto.

## Paesi che hanno ratificato la CISG
Al 1 gennaio 2023, la CISG ha 95 Stati parte. Essi comprendono 25 dei 27 Stati membri dell'Unione Europea (i mancanti sono Irlanda e Malta). Ghana e Venezuela hanno firmato, ma non ancora ratificato il trattato, che dunque non è in vigore in tali Stati.
- Albania
- Argentina
- Armenia
- Australia
- Austria
- Azerbaigian
- Bahrein
- Belgio
- Benin
- Bielorussia
- Bosnia ed Erzegovina
- Brasile
- Bulgaria
- Burundi
- Camerun
- Canada
- Cile
- Cina (Repubblica Popolare Cinese)
- Cipro
- Colombia
- Corea del Nord
- Corea del Sud
- Costa Rica
- Croazia
- Cuba
- Danimarca
- Ecuador
- Egitto
- El Salvador
- Estonia
- Figi
- Finlandia
- Francia
- Gabon
- Georgia
- Germania
- Ghana (firmatario)
- Giappone
- Grecia
- Guatemala
- Guyana
- Guinea
- Honduras
- Iraq
- Islanda
- Israele
- Italia
- Kirghizistan
- Laos
- Lesotho
- Lettonia
- Libano
- Liberia
- Liechtenstein
- Lituania
- Lussemburgo
- Macedonia (F.Y.R.O.M.)
- Mauritania
- Madagascar
- Messico
- Moldavia
- Mongolia
- Montenegro
- Norvegia
- Nuova Zelanda
- Paesi Bassi
- Stato di Palestina
- Paraguay
- Perù
- Polonia
- Portogallo
- Romania
- Repubblica Ceca
- Repubblica del Congo
- Repubblica Democratica Popolare di Corea
- Repubblica Dominicana
- Russia
- Saint Vincent e Grenadine
- San Marino
- Serbia
- Singapore
- Siria
- Slovacchia
- Slovenia
- Spagna
- Stati Uniti d'America
- Svezia
- Svizzera
- Turchia
- Turkmenistan
- Uganda
- Ucraina
- Ungheria
- Uruguay
- Uzbekistan
- Venezuela (Repubblica Bolivariana di) (firmatario)
- Viet Nam
- Zambia

## Testi complementari
La CISG è completata da due trattati UNCITRAL, la Convenzione delle Nazioni Unite sulla prescrizione nei contratti di vendita internazionale di beni mobili, 1974 (come modificata dal Protocollo del 1980) e la Convenzione delle Nazioni Unite sull’uso delle comunicazioni elettroniche nei contratti internazionali (2005). 
La CISG ha inoltre offerto la base di partenza per altri testi uniformi sul diritto delle obbligazioni, tra cui i principi UNIDROIT relativi ai contratti commerciali internazionali.